# Магелланов пастушок
Магелланов пастушок (лат. Rallus antarcticus) — вид птиц из семейства пастушковых. Подвидов не выделяют.

## История исследований
С 1958 по 1998 год этих пастушков не наблюдали и даже иногда считали вымершими, но затем вид был переоткрыт, а голос птицы записан.

## Распространение
Обитают в Аргентине и Чили. Наблюдались на Фолклендских островах.

## Описание
Длина тела 20 см. В свежем оперении грудка и бока с оливково-коричневыми разводами. Самец и самка выглядят одинаково. Подобны Rallus semiplumbeus, но меньше их по размеру, с желтовато-коричневыми (не коричневыми) краями на спинном оперении и широкими, равномерно расположенными, чёрными и белыми полосами на боках.

## Биология
Данных о биологии мало, многие предположительны или основаны на единичных наблюдениях. В содержимом одного желудка нашли Limnophilus meridionalis (Trichoptera). Рацион вероятно такой же, как у Rallus limicola. Сезон размножения вероятно приходится на октябрь-ноябрь. В кладке 8 (по другим данным 4 или 6) яиц.